# Ditlieb Felderer
Ditlieb Felderer (n. 23 aprilie 1942, Innsbruck, Austria) este un revizionist istoric suedez.

## Biografie
Felderer a venit în Suedia în anul 1949. În 1959 a început să facă cercetări referitoare la  martorii lui Iehova în timpul celui de-al Doilea Război Mondial. Acest cult religios a fost persecutat de cel de-al Treilea Reich și, potrivit lui Felderer, materialele propagandistice susțineau că 60.000 de membri au fost uciși pentru credința lor. Felderer a cercetat revista Treziți-vă! cu privire la perioada războiului și a descoperit că au existat doar 203 de decese în rândul martorilor lui Iehova. Acesta este numărul martorilor lui Iehova care au fost executați pentru obiecția de conștiință.
Astfel, Felderer a devenit sceptic față de istoria Holocaustului, în general. El a început să publice cărți revizioniste începând din anul 1977. Sub pseudonim, a contestat autenticitatea Jurnalului Annei Frank. El a vizitat mai multe lagăre de concentrare și a scris cartea Auschwitz exit. El s-a întâlnit cu Ernst Zündel în 1979 și a devenit membru al consiliului editorial al Institute for Historical Review. 
Felderer a fost condamnat în 1983 la zece luni de închisoare cu suspendare pentru distribuirea de pliante antisemite. în 1988, el a depus mărturie în Canada pentru apărarea lui Ernst Zündel. În 1994 a fost pus sub acuzare din nou pentru incitare la ură rasială. El a trimis materiale pornografice antisemite la sute de persoane și organizații din Suedia și din străinătate. Pe tot parcursul ședinței, Felderer a purtat pantaloni albi și o cămașă albă în fața membrilor instanței. Tribunalul districtual l-a condamnat la un an de închisoare, dar curtea de apel i-a redus pedeapsa la 10 luni. În 2005 au fost dezvăluite relațiile lui Felderer cu Radio Islam.